# Hypakoë
Un hypakoë (du grec ancien : Ύπακοή, hypakoë, du verbe `υπακούω, hypakouo, « écouter avec attention » est, dans les Églises d'Orient — Églises orthodoxes et Églises catholiques de rite byzantin — un tropaire chanté à l'Orthros et à l'Office de minuit des grandes fêtes et les dimanches tout au long de l'année.
L'hypakoë chanté les dimanches est choisi dans l'Octoéchos selon celui des huit tons en vigueur pour la semaine en cours. L'hypakoë des jours de fête est dans le ton choisi par l'hymnographe. Comme son nom le suggère, l'hypakoë est une invitation à écouter l'Évangile ; en particulier le message des Myrrhophores à la Résurrection du Christ les dimanches et à Pâques ou sur le thème de la fête du jour.

## Liturgie
L'usage liturgique de l'Hypakoë dépend des circonstances :
- lors de grandes fêtes, on le chante à l'Orthos après la petite ecténie qui suit l'Ode III du canon de la fête ;
- à l'Orthros des dimanches, on le chante après les kathismas de la Résurrection et la petite ecténie ;
- à l'Office de minuit des dimanches, on chante l'hypakoë après le canon à la Sainte Trinité (c'est le même qu'après les kathismas) ;
- à Pâques, l'hypakoë est chanté à la fois après la troisième ode du canon de l'Orthros, durant les Heures pascales et à la Divine Liturgie avec le tropaire et le kontakion pascaux.